# Giancarlo González
Giancarlo González Castro (* 8. února 1988, Desamparados, Kostarika) je kostarický fotbalový obránce a reprezentant, od léta 2017 hráč klubu Bologna FC 1909. Hraje na postu stopera (středního obránce).
Účastník Mistrovství světa 2014 v Brazílii.

## Klubová kariéra
V Kostarice začínal s fotbalem na profesionální úrovni v klubu LD Alajuelense, odkud v létě 2012 odešel do norského celku Vålerenga IF. V únoru 2014 zamířil do amerického týmu Columbus Crew. V srpnu 2014 se vrátil do Evropy, podepsal smlouvu s italským Palermem. Po sezóně 2016/17 sice zůstal v Itálii, ale změnil adresu, odešel do klubu Bologna FC 1909.

## Reprezentační kariéra
S kostarickou reprezentací do 20 let se zúčastnil Mistrovství světa hráčů do 20 let 2007 v Kanadě, kde byli mladí Kostaričané vyřazeni již v základní skupině C (skončili v ní na třetím místě).
V A-týmu Kostariky poprvé nastoupil v roce 2010.
Zúčastnil se Mistrovství světa 2014 v Brazílii. V prvním zápase v základní skupině D proti Uruguayi (výhra 3:1) vstřelil jeden gól a na jeden přihrál. Kostarika se v těžké základní skupině D s favorizovanými celky Uruguaye (výhra 3:1), Itálie (výhra 1:0) a Anglie (remíza 0:0) kvalifikovala se sedmi body z prvního místa do osmifinále proti Řecku. V něm Kostaričané vyhráli až v penaltovém rozstřelu poměrem 5:3 a poprvé v historii postoupili do čtvrtfinále MS, Gonzáles proměnil v rozstřelu penaltu. Ve čtvrtfinále s Nizozemskem (0:0, 3:4 na penalty) došlo opět na penaltový rozstřel, v něm González svůj pokus opět proměnil. Kostarika byla ale vyřazena, i tak dosáhla postupem do čtvrtfinále svého historického maxima.